# Le Combat comme expérience intérieure
Le Combat comme expérience intérieure  (titre original : Der Kampf als inneres Erlebnis ), publié en 1922, est un livre d'Ernst Jünger. 

## Histoire du texte
En 1921, resté dans l'armée et travaillant au ministère de la Guerre, Ernst Jünger écrit un livre sur son expérience de la Première Guerre mondiale qu'il a vécue comme soldat de bout en bout ayant pour titre Le Combat comme expérience intérieure (Der Kampf als inneres Erlebnis) .

Ce livre est dédié à son frère Friedrich Georg : 

« À mon cher Fritz en souvenir de notre rencontre sur le champ de bataille de Langemarck.»

## Description
En treize chapitres thématiques, Jünger raconte son expérience vécue au cours de la Première Guerre mondiale.

« Ce livre ébauche le portrait spirituel d'un type d'homme qui, juste après avoir surmonté les épreuves les plus rudes, s'efforçait de faire le tri de ce qu'il avait vécu, de justifier à ses propres yeux la dureté de son action, et d'orienter son regard vers de nouveaux buts. »

Ernst Jünger - Préface de l'édition de 1926.

## Éditions en allemand
- Der Kampf als inneres Erlebnis, chez Mittler & Sohn en 1922, à Stuttgart.
- Der Kampf als inneres Erlebnis, chez Klett-Cotta en 1980, à Stuttgart.

## Traductions en français
- La Guerre notre mère (trad. Jean Dahel), Albin Michel, (1934)
- La Guerre comme expérience intérieure (trad. François Poncet), Christian Bourgois éditeur, (1997)
- Le Combat comme expérience intérieure (traduction révisée Julien Hervier), in: Journaux de guerre I, 1914-1918. Gallimard, (2008)